# Pink Project
Pink Project è stato un gruppo musicale italiano fondato dal compositore, tastierista e produttore Stefano Pulga assieme al chitarrista Luciano Ninzatti.

## Storia
Nei primi mesi del 1982, Pulga e Ninzatti ricevettero l'incarico di produrre un medley nel quale far convivere dei pezzi di grande successo in quel periodo Another Brick in the Wall (Part II) dei Pink Floyd, Mammagamma e Sirius degli Alan Parsons Project.
Non esistendo all'epoca campionatori, né tantomeno la possibilità di mescolare tecnicamente registrazioni già esistenti, il team fu costretto a suonare per intero le due composizioni e a farne eseguire da musicisti di studio le parti cantate. Il risultato di questa produzione fu il singolo intitolato Disco Project.
Nel 1982 quest'ultimo raggiunse il 4º posto nella classifica italiana, stabilizzandosi al 26º posto nella classifica di fine anno.
Nel 1983 il singolo B Project raggiunse il 10º posto nella classifica italiana, fino a posizionarsi al 57º posto della classifica di fine anno.
Il 26 gennaio 2017 è stata pubblicata la raccolta di inediti su EP a tiratura limitata The very best of Radio Gioventù, contenente sei brani registrati durante il 1982-1983 come demo e mai pubblicati ufficialmente. Il 24 Aprile 2019 esce la prima raccolta intitolata Meeting.

## Formazione
- Stefano Pulga – tastiere
- Luciano Ninzatti – chitarra
- Pier Michelatti – basso
- Bruno Bergonzi – batteria
- Ellade Bandini – batteria
- Massimo Noè – ingegnere del suono

## Discografia

### Album in studio
- 1982 – Domino
- 1983 – Split

### Raccolte
- 2019 – Meeting

### EP
- 1982 – Disco Project
- 1983 – Stand By Every Breath
- 2017 – The very best of Radio Gioventù

Messico
- 1982 – Pink Project – Der Kommissar = El Comisario

### Singoli
- 1982 – Disco Project
- 1982 – Der Kommissar (El Comisario)
- 1983 – Hypnotized
- 1983 – Smoke Like A Man
- 1983 – Stand By Every Breath
- 1983 – Magic Flight
- 1983 – B Project
- 1984 – Disco Project/Child Of Tomorrow (split con Kevin Johnson)
- 2019 – Ghost
- 2019 – Hunter